# ORDER MADE (vistlipのアルバム)
『ORDER MADE』（オーダメイド）は、vistlipの4作目のアルバムで2枚目のフルアルバム。2011年12月14日発売。発売元はマーベラスエンターテイメント。

## 解説
- 通常版と、ブックレートとボーナストラック「BLACK-TAIL[Re:birth]」付き「lipper」と、「ORDER MADE」のvideo clipおよびメイキング映像付き「vister」の3タイプ発売。

## 収録曲
1. chapter:GEAR [1:41]
  - 作曲: Tohya、編曲: vistlip
2. the wonderland from LAB. [4:34]
  - 作詞: 智、作曲: Tohya、編曲: vistlip
3. android's dream [4:25]
  - 作詞: 智、作曲: Tohya、編曲: vistlip
4. RETRO [4:24]
  - 作詞: 智、作曲: Tohya、編曲: vistlip
5. closed auction [3:36]
  - 作詞: 智、作曲: Yuh、編曲: vistlip
6. XEPPET [3:24]
  - 作詞: 智、作曲: Yuh、編曲: vistlip
7. entrance of NIGHT PARADE.  [0:35]
  - 作曲: Tohya、編曲: vistlip

5thシングル「STRAWBERRY BUTTERFLY」に収録されている「NIGHT PARADE」の一部が使われている。
8. milk&macaron [4:43]
  - 作詞: 智、作曲: 瑠伊、編曲: vistlip

「STRAWBERRY BUTTERFLY」と繋がる形になっている。
9. STRAWBERRY BUTTERFLY [4:56]
5thシングル、表記はされていないがアルバムアレンジとなっている。
10. Evil Rider [4:46]
  - 作詞: 智、作曲: 瑠伊、編曲: vistlip
11. exit of I am... [1:36]
  - 作曲: Tohya、編曲: vistlip

Zepp Tokyo公演（2011年7月7日実施）にて限定配布された「I am...」の一部が使われている。
12. Drama Queen [3:03]
  - 作詞: 智、作曲、編曲: vistlip
13. SINDRA [4:34]
7thシングル
14. ORDER MADE [4:35]
  - 作詞: 智、作曲、編曲: vistlip

本作の表題曲となっている。
15. Hameln [5:12]
6thシングル
16. chapter:END [1:46]
  - 作曲: Tohya、編曲: vistlip